# Auguste Joubert
Pour les articles homonymes, voir Joubert.
Auguste Joubert est un homme politique français, né le 7 avril 1903 à Fournet-Blancheroche et mort le 12 janvier 1988 à Besançon (Doubs).

## Biographie
Fils d'Auguste Joubert et d'Aline Bouhélier, il est le petit-fils de François-Xavier Joubert (1805-1879), fondateur et premier maire de la commune de Fournet-Blancheroche.
Assureur de profession, il entre dans la Résistance par l'intermédiaire de son beau-frère, le colonel Camille Loichot.
Au Conseil général du Doubs, il représente le canton de Besançon-Sud dès 1951 et succède à Maxime Cupillard à la présidence de cette institution en 1964. Il y est réélu jusqu’en 1982, au moment de la mise en place de la décentralisation, décidant alors avec panache d’abandonner le devant de la scène politique.
Il est à l’origine de beaucoup de démarches novatrices et prospectives, en particulier celle qui lui tient le plus à cœur : le sauvetage et la rénovation de la Saline royale d'Arc-et-Senans avec son ami Migeon.
Il est Officier de la Légion d’Honneur et Commandeur dans l’Ordre National du Mérite.

## Fonctions
- Membre du comité de libération du Doubs
- Député PRL puis CNIP du Doubs (1945-1958)
- Questeur de l’Assemblée Nationale (1951-1958)
- Président du Conseil général du Doubs (1964-1982)